# Cova de les Calaveres
La cova de las Calaveres és una cavitat de 440 metres de longitud, situada al vessant nord del Seguili, al terme municipal de Benidoleig (Marina Alta, País Valencià). Està situada al costat mateix de la carretera de Pedreguer a Benidoleig.
La cova rep el seu nom perquè, en una expedició espeòloga feta al segle xviii, s'hi trobaren restes òssies de dotze humans.
Té dues zones, l'una inundada, que ocupa des d'una distància de 240 metres fins al final, i una de seca habilitada per a activitats turístiques. L'aigua de la zona inundada s'aprofita per al reg mitjançant un túnel artificial.
Diferents expedicions, com la realitzada per Henri Breuil, han produït troballes de restes arqueològiques com ara útils de sílex, etc., datables dels períodes paleolític mitjà i paleolític superior.